# Jože Arzenšek
Jože Arzenšek, slovenski zdravnik, * 23. avgust 1942, Maribor.

## Odlikovanja in nagrade
Leta 2003 je prejel častni znak svobode Republike Slovenije z naslednjo utemeljitvijo: »za dolgoletno in zaslužno delovanje v Društvu psoriatikov Slovenije ter za nesebično pomoč obolelim«.